# Фијат CR.30
Фијат CR.30 (итал. Fiat CR.30) је италијански једномоторни, једноседи, двокрилни ловачки авион. Авион је први пут полетео 1932. године. Производила га је фирма Фиат Авиазионе 1930-тих година двадесетог века.

## Пројектовање и развој
На инсистирање генерала Итало Балбо-а 1930. године да Фиат Авиазионе понуди нови ловачки авион и замени CR.20 који је био застарео. Иако су се развијале побољшане верзије. Техничко одељење Fiat Aviazione (Фиат Авиационе), које води инж. Челестино Росатели, прихвата сугестију и ради на развоју новог ловца CR.30.
Пројектант задржава све оно што се показало добро на претходном авиону, конфигурација му је слична CR.20. У овом пројекту, пројектант је усвојио металну конструкцију трупа и крила, сескиплан архитектуру и везу између крила V упорницама (Воренова греда), али без обзира на сличност између ова два авиона, прави потпуно нови авион. Нови мотор, ФИАТ А.30RA од 600 KS који обезбеђује скоро 50% више снаге од мотора авиона CR.20. Хлади се хладњаком чији се улаз ваздуха налази испод главчине елисе. Елиса је двокрака метална и променљивог корака.
На пројекту новог авиона се радило од 1930. до 1933. године. Идејни пројекат је представљен 7. фебруара 1931. комисији Министарства аеронаутике и одобрено је да се направе четири прототипа. Први прототип је први пут полетео 5. марта 1932. године. Након свестраног испитивања, до краја исте године почела је серијска производња.

## Технички опис
Труп има металну конструкцију комбинација челика и дуралуминијума која је формирала заобљени облик трупа. Предњи део трупа у коме се налази мотор до пилотске кабине је обложен алуминијумским лимом а остатак пилотска кабина и део трупа према репу је облепљен обојеним платном. У трупу се налазила отворена пилотска кабина са ветробранским стаклом, наслоном за главу пилота и потребним инструментаријумом за сигуран лет. Прегледност из пилотске кабине је била добра. Улазно излазни канали расхладног ваздуха су одлично укомпоновани у труп авиона. При обликовању предњег дела авиона водило се рачуна о аеродинамици и што мањем аеродинамичком отпору.
Авион CR.30 је био опремљен V12-то цилиндричним течношћу хлађеним мотором V распореда цилиндара Fiat A.30 RА снаге 600 KS (441 kW). Хладњак мотора налазио испод мотора. На вратилу мотора је била причвршћена метална двокрака вучна елиса Фиат-Хамилтон, променљивог корака пре стартовања мотора.
Крила су танког профила, правоугаоног облика са полукружним завршецима. Горње крило је било веће површине него доње, конструкција им је била од лаких легура дуралуминијума и челика. Облога крила је била од обојеног импрегнираног платна. Крила су са две челичне рамењаче направљене у виду решеткасте греде. Конструкција елерона је направљена од дурала а облога од платна. Елерони се налазе само на горњим крилима. Горња и доња крила су међусобно била повезана и укрућена V упорницама направљених од челичних цеви (Воренова греда). На споју горњих крила смештен је резервоар горива.
Репне површине се састоје од фиксних стабилизатора (вертикални и хоризонтални) и кормила дубине и правца. Њихова конструкција је као и крила метална а облога од платна. Хоризонтални стабилизатори су са доње стране укрућени упорницама ослоњеним на труп авиона а са горње стране су жичаним затезачима везане за вертикални стабилизатор. На тај начин је избегнуто вибрирање репних површина у току лета.
Стајни орган је био класичан, направљен као челична конструкција од заварених танкозидих цеви. Точкови су били независни (нема осовине између њих). Сваки точак је челичном виљушком везан за труп авиона а у стубове ослонце су уграђени уљно-пнеуматски амортизери. У точкове су уграђене кочнице а обложени су аеродинамичком маским у циљу смањења отпора ваздуху. На репном делу се налази гумени точкић уместо еластичне дрљаче.

## Наоружање
Авион је био наоружан са два фиксна, са елисом синхронизована митраљеза, која су се налазила испред пилота на горњој страни трупа, изнад мотора и пуцала су кроз обртно поље елисе. Поред тога могао је да понесе 12 бомби од 2 kg до укупне масе 24 kg.
| Наоружање авиона: Фиат         |                  |
| Ватрено (стрељачко) наоружање  |                  |
| Топ                            |                  |
| Митраљез                       |                  |
| Број и ознака митраљеза        | 2 х Vickers Mk.2 |
| Калибар                        | 7,7              |
| Бомбардерско наоружање (бомбе) |                  |
| Класичне авио бомбе            | 12               |
| Укупна маса                    | 24               |
| Ракетно наоружање (ракете)     |                  |

## Верзије
- CR.30 - једносед производна верзија
- CR.30B - двосед
- CR.30 Idro - хидроавион

## Оперативно коришћење
Прва наруџбина је уследила 6. јуна 1933. за 44 примерка. Након тога, Региа Аеронаутица је наручила још две серије, од 36 па 32 авиона. Авион купују и друге земље: Аустрија (6), Република Кина (2), Шпанија (2), Мађарска (15), Парагвај (2), Венецуела (1) и коначно Немачка (7) која интегрише још и астријске примерке у Луфтвафе након аншлуса 1938. СССР је био заинтересован за CR.30 и комисија на челу са маршалом Тухачевским препоручила је куповину неколико примерака за процену, али недостатак девиза је приморао совјетске снаге да напусте овај пројекат. Овај авион је постигао и значајан комерцијалан успех. Извезено је 35 авиона у 7 земаља.
Према доступним бројкама, понекад и контрадикторним, процењује се да је 4 прототипа и 117 серијских CR.30 било направљено између 1933. и 1935. Након тога, два примерка су модификована у CR.30 Idro и 36 CR.30 модификованих у двосед CR.30B. И коначно, између 1939. и 1942. године, направљено је 20 нових CR.30B да замене дотрајале авионе. Према овоме, укупно је произведено 141 авион свих верзија.
Авион Фиат CR.30 је оперативно коришћен од 1933 до 1949. године што у првој линији а најдуже као авион за обуку пилота ловаца јер се одликовао веома добрим акробатским својствима.

## Земље које су користиле авион
| - Аустрија - Мађарска - Италија - Кина | - Трећи рајх - Парагвај - Шпанија - Венецуела |